# Warez skupiny
Warez skupiny jsou skupiny tvořeny počítačovými piráty, kteří nelegálně šíří počítačové hry, filmy a nebo jiné aplikace. Většinou přiřadí ke svým vydáním jeden NFO soubor. Vzhledem k povaze warez scény, není toho moc známo o těchto skupinách. Zde uvedené jsou jen ty z významných, s krátkým úvodem, kdy byly vytvořeny a čím se podílí. Je nutno poznamenat, že existuje mnoho warezových skupin, které tu vůbec nejsou zobrazeny. Na rozdíl od pirátských prodejců nemají warezové skupiny ze svého počínání žádný finanční zisk. Motivace těchto skupin může být různá, obvykle je založena na „pověsti“ – skupiny mezi sebou soupeří, co nejdřívější kvalitní vydání je v komunitě vnímáno jako úspěch.

## Apocalypse Production Crew
Apocalypse Production Crew (někdy aPOCALYPSE pRODUCTION cREW nebo aPC) byla hlavní MP3 warezovou skupinou, založenou dvěma osobami, známé pod pseudonymy acid^rain a Viper, v květnu roku 1997.

## Australian Crackers United
Australian Crackers United byla založena převážně v Melbourne v Austrálii. Existovala v letech 1987 až 1992. Z velké části dováželi počítačové hry a jiné aplikace ze zámoří.

## aXXo
aXXo je známý hlavně mezi torrentovými uživateli. aXXo totiž uvolňoval filmy ve velmi dobré kvalitě (ne v HD, aby soubory měly co nejmenší velikost). aXXo není skupina, ale pouze jedna osoba, která se zabývala kopírováním filmů celý den.

## The Band
The Band vznikla v roce 1987 a tvořili ji Duncan, Sir 004 & Gonthar (bývalý člen WOW on the C64), byla jednou z nejznámějších Belgických skupin, která tvořila crack soubory. Vydávali hlavně crack soubory pro počítače Amiga. Povedlo se jim totiž přerušit metodu ochrany, která byla poprvé použita u her Side. Skupina byla rozpuštěna kolem roku 1989. Několik členů se pak následně přidalo k německé skupině Vision Factory.

## Canadian Pirates Inc
Canadian Pirates Inc byla založena v kanadském Ontariu a zaměřovala se hlavně na kopírování souborů od firmy Apple.

## Centropy
Centropy založená roku 1999 byla skupina specializující se na padělání filmů. Jejich největším úspěchem bylo vydání Matrix: Reloaded ještě před tím než se vůbec dostal do kin v roce 2003.

## DrinkOrDie
DrinkOrDie byla warezová skupina, která se zaměřovala na padělání systémů od Microsoftu. Jejich největším úspěchem bylo vydání Windows 95 ještě před samotným vypuštěním na trh.

## Echelon
Echelon je warezová skupina, která se zabývá hlavně hrami na PlayStation a Dreamcast.

## Hoodlum
Hoodlum byla warezová skupina, která byla uzavřena v roce 2005. Jejím největším počinem bylo vydání počítačové verze hry GTA: San Andreas.

## The Humble Guys
The Humble Guys (též také THG) byla první warezovou skupinou, která použila NFO soubory.

## Kalisto
Kalisto byla warezová skupina, která hlavně padělala hry na PlayStation, PlayStation 2 a také na Dreamcast. Používali k tomu obrazy ve formátu ISO.

## PARADOX
PARADOX (také PDX) je skupina založená roku 1989. Nejdříve se specializovala na soubory a hry pro počítače Amiga a později, na dnešní počítače a hry na PlayStation. PARADOX byla jedna z prvních skupin, které se povedlo cracknout operační systém Windows Vista.

## Phrozen Crew
Phrozen Crew, založena v roce 1993, byla jedna z nejvíce populárních skupin specializující se na software pro osobní počítače. Řídili se heslem „Vždycky dostaneme, co chceme.“

## Razor1911
Razor1911 je v současnosti jednou z nejpopulárnějších warez skupin, založena roku 1985. Nejdříve se specializovali na počítače Commodore 64, později na Amiga a IBM PC. V roce 2016 ukončila veškerou warez činnost.

## RELOADED
RELOADED (také RLD) byla založena v roce 2004, bývalými členy warez skupiny DEViANCE. Je jednou z největších vydavatelů crack verzí dnešních her na počítač. Většinou se skupině povede hru vydat dřív než je datum vydání.

## SKiDROW
SKiDROW je jednou z největších warez skupin současnosti a vznikla v roce 2007. Jsou známí tím, že jako první přerušili ochranu od Ubisoftu. Nejdříve vydávali soubory pro počítače Amiga a později se více soustředili na hry. Jejich největším úspěchem je vydání série Assasin’s Creed vždy pár dní před samotným vydáním. 24. srpna 2012 vydali prohlášení, že mají na kontě už 500 her, které vydali ve formátu ISO.